# Talanga (kommun)
Talanga är en kommun i Honduras.   Den ligger i departementet Departamento de Francisco Morazán, i den centrala delen av landet, 40 km norr om huvudstaden Tegucigalpa. Antalet invånare är 26 876. Arean är 418 kvadratkilometer.
Terrängen i Talanga är huvudsakligen kuperad, men söderut är den bergig.